# Talsperre Angostura (USA)
Die Talsperre Angostura (englisch Angostura Dam) ist eine Talsperre im Fall River County, Bundesstaat South Dakota, USA. Sie staut den Cheyenne River zu einem Stausee (engl. Angostura Reservoir) auf. Die Talsperre befindet sich ungefähr 14,5 km (9 miles) südöstlich der Kleinstadt Hot Springs.
Die Talsperre Angostura wurde im Rahmen des Pick-Sloan Missouri Basin Program geplant und errichtet. Mit ihrem Bau wurde am 23. August 1946 begonnen. Sie wurde am 7. Dezember 1949 fertiggestellt. Die Talsperre dient der Bewässerung und dem Hochwasserschutz. Sie ist im Besitz des United States Bureau of Reclamation (USBR) und wird auch vom USBR betrieben.

## Absperrbauwerk
Das Absperrbauwerk besteht auf der linken Seite aus einer Gewichtsstaumauer aus Beton, die vom linken Flussufer bis in die Mitte reicht und daran anschließend einem Erdschüttdamm auf der rechten Seite, der bis zum rechten Flussufer reicht.
Die Höhe des Absperrbauwerks beträgt 59 m (193 ft) über der Gründungssohle. Die Dammkrone liegt auf einer Höhe von 975 m (3199 ft) über dem Meeresspiegel. Die Länge der Bauwerkskrone beträgt insgesamt 619 m (2030 ft); davon entfallen 295 m (970 ft) auf die Staumauer. Die Breite des Staudamms liegt bei 70 m (230 ft) an der Basis und 3 m (10 ft) an der Krone. Das Volumen des Bauwerks beträgt 649.870 m³ (850.000 cubic yards).
Der Staudamm verfügt sowohl über eine Hochwasserentlastung als auch über einen Grundablass. Über die Hochwasserentlastung können maximal 6994 m³/s (247.000 cft/s) abgeleitet werden, über den Grundablass maximal 16,7 m³/s (590 cft/s).

## Stausee
Beim normalen Stauziel von 971 m (3187 ft) erstreckte sich der Stausee 1949 über eine Fläche von rund 19,6 km² (4841 acres) und fasste 197,26 Mio. m³ (159.919 acre-feet) Wasser. Bis 1979 hatte sich die Oberfläche in Folge von Sedimentation auf 18,66 km² (4612 acres) verringert; der Speicherraum ging im gleichen Zeitraum auf 161,3 Mio. m³ (130.768 acre-feet) zurück. USBR gibt den Speicherraum bei obigem Stauziel mit 171,16 Mio. m³ (138.761 acre-feet) an.
Der Stausee erstreckt sich über eine Länge von rund 27 km (17 miles).